# Cantó de Nantes-10
El cantó de Nantes-10 (bretó Kanton Naoned-10) és una divisió administrativa francesa situat al departament de Loira Atlàntic a la regió de Loira Atlàntic, però que històricament ha format part de Bretanya.

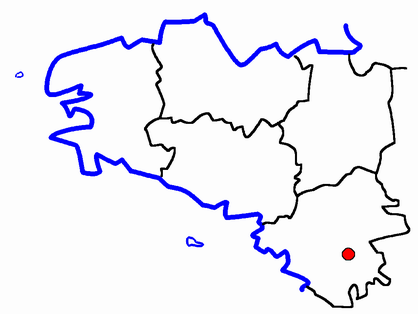
Situació del cantó

## Composició
El cantó aplega 2 comunes :
| Nom francès                       | Nom bretó             | Població | km²   | Codi Postal | Codi INSEE |
| Nantes (quartier Doulon-Bottière) | Naoned                | 10.425   | 2,86  | -           | 44109      |
| Saint-Sébastien-sur-Loire         | Sant-Sebastian-an-Enk | 25.223   | 11,66 | 44230       | 44190      |
| Cantó                             | Naoned-10             | 35.648   | 14,52 | -           | 4450       |

## Història
| Data d'elecció                           | Identitat       | Partit        | Qualitat |
| ---------------------------------------- | --------------- | ------------- | -------- |
| -1991                                    | Yves Laurent    | PS            |          |
| 1991-1996                                | Martine Laurent | PS            |          |
| 1996-                                    | Joël Guerriau   | Divers droite |          |
| les dades anteriors no són pas conegudes |                 |               |          |
|                                          |                 |               |          |